# Canción del pirata
Canción del pirata es un poema escrito por José de Espronceda y publicado por primera vez en la revista El Artista en 1835, apareciendo de nuevo en Poesías (1840), uno de los máximos exponentes de la poesía del Romanticismo español. Exalta a un pirata como ejemplo de personalidad que vive al margen de la sociedad, despreciando las convenciones y los bienes materiales. El protagonista tiene como máximo ideal la libertad.
Está escrito con tres esquemas de rima distintos:
- Cabeza: Dos estrofas con rima - a a b / - c c b de versos octosílabos con rima consonante, quedando libres 1.º y 5.º. La rima del 4.º y el 8.º es aguda. Es decir, se trata de octavillas agudas o italianas.
- Estrofas: Compuesta por dos esquemas. El primero: a b a c c b, octosílabos con rima consonante. El segundo verso es tetrasílabo. A esta sextilla se añade otra estrofa de ocho versos con esquema idéntico al de la cabeza, pero ahora tetrasílabos. La rima del 4.º y 8.º verso es aguda, repitiendo el esquema de la cabeza (octavilla aguda tetrasílaba).
- Estribillo: - a - a, copla octosilábica con rima asonante.

Se inspira en Le chant des pirates (1827), un poema del francés Louis Marie Fontan, si bien el hispanista Robert Marrast cree más bien que el modelo es L'ami de la tempête, una imitación del canto inicial de  El corsario (1814) de lord Byron, compuesta en 1821 y publicada en 1826 por M. de Lourdoueix. Toda la crítica concuerda sin embargo en que supera a estos textos.

## El poema
Con diez cañones por banda,
viento en popa a toda vela,
no corta el mar, sino vuela
un velero bergantín;

bajel pirata que llaman,
por su bravura, el Temido,
en todo mar conocido
del uno al otro confín.

La luna en el mar riela,
en la lona gime el viento
y alza en blando movimiento
olas de plata y azul;

y ve el capitán pirata,
cantando alegre en la popa,
Asia a un lado, al otro Europa,
y allá a su frente Estambul.

«Navega velero mío,
sin temor,
que ni enemigo navío,
ni tormenta, ni bonanza,
tu rumbo a torcer alcanza,
ni a sujetar tu valor.

Veinte presas
hemos hecho
a despecho,
del inglés,
y han rendido
sus pendones
cien naciones
a mis pies.

Que es mi barco mi tesoro,
que es mi Dios la libertad,
mi ley, la fuerza y el viento,
mi única patria la mar.

Allá muevan feroz guerra
ciegos reyes
por un palmo más de tierra,
que yo tengo aquí por mío
cuanto abarca el mar bravío,
a quien nadie impuso leyes.

Y no hay playa,
sea cualquiera,
ni bandera
de esplendor,
que no sienta
mi derecho
y dé pecho
a mi valor.

Que es mi barco mi tesoro,
que es mi Dios la libertad,
mi ley, la fuerza y el viento,
mi única patria la mar.

A la voz de "¡Barco viene!"
es de ver
cómo vira y se previene
a todo trapo escapar:
que yo soy el rey del mar,
y mi furia es de temer.

En las presas
yo divido
lo cogido
por igual:
sólo quiero
por riqueza
la belleza
sin rival.

Que es mi barco mi tesoro,
que es mi Dios la libertad,
mi ley, la fuerza y el viento,
mi única patria la mar.

¡Sentenciado estoy a muerte!;
yo me río;
no me abandone la suerte,
y al mismo que me condena,
colgaré de alguna entena
quizá en su propio navío.

Y si caigo
¿qué es la vida?
Por perdida
ya la di,
cuando el yugo
del esclavo
como un bravo
sacudí.

Que es mi barco mi tesoro,
que es mi Dios la libertad,
mi ley, la fuerza y el viento,
mi única patria la mar.

Son mi música mejor aquilones;
el estrépito y temblor
de los cables sacudidos,
del negro mar los bramidos
y el rugir de mis cañones.

Y del trueno
al son violento,
y del viento
al rebramar,
yo me duermo
sosegado
arrullado
por el mar.

Que es mi barco mi tesoro,
que es mi Dios la libertad,
mi ley, la fuerza y el viento,
mi única patria la mar».
José de Espronceda y Delgado